# Daphnis (Sohn des Hermes)

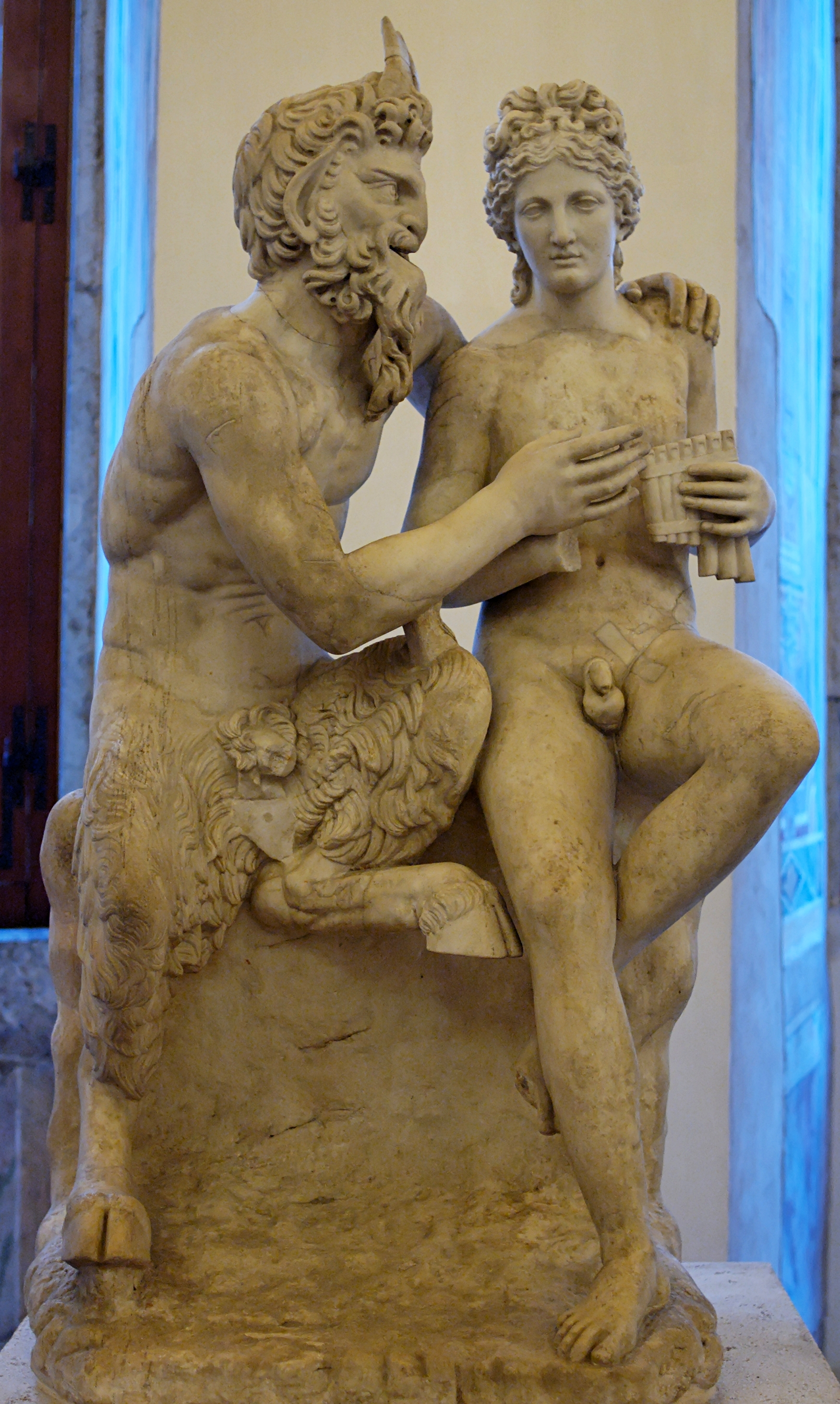
Pan mit Daphnis, der eine Panflöte in der Hand hält (Kopie eines hellenistischen Werkes aus Pompeji, um 100 v. Chr.)

Daphnis (altgriechisch Δάφνις Dáphnis, deutsch ‚Lorbeerkind‘) war ein Hirte in der Mythologie des antiken Siziliens. In der Tradition der griechischen Mythologie galt er als Sohn des Hermes und einer Nymphe. Die Figur spielte eine bedeutende Rolle in der bukolischen Dichtung der Antike.
Nach der mythologischen Tradition wurde Daphnis in einem Lorbeerhain (δάφνη dáphnē), nach dem er benannt wurde, geboren oder ausgesetzt. Ein Treuebruch gegenüber der Nymphe Nomia, der er sich vertraglich zur Treue verpflichtet hatte, hatte seine Erblindung zur Folge. Er hatte sich leichtfertig gerühmt, Eros zu besiegen, doch die gekränkte Aphrodite weckte in ihm die Liebe zur Königstochter Xenea, die diese erwidert. Daphnis’ Sieg über den Eros hätte darin bestanden, seiner ihn verzehrenden Leidenschaft zu Xenea nicht nachzugeben und Nomia treu zu bleiben. Er kann sich zwar mit seiner Sanges- und Flötenkunst über die Blendung hinwegtrösten, stürzt jedoch bald von einem Felsen und wird selbst in einen Felsen verwandelt. Hermes soll ihn entrückt haben, die Menschen brachten ihm jährlich Sühneopfer dar. In einer anderen Version (Ovid, Metamorphosen 4,276 ff.) wird er in einen Stein verwandelt. In der bekanntesten Version, derjenigen des Theokrit (1,64–142), stirbt er an Liebeskummer. In Vergils Eklogen tragen verschiedene Hirtenfiguren den Namen Daphnis. Des Weiteren verliebte sich Pan in Daphnis und lehrte ihn das Spielen der Panflöte.
In Daphnis und Chloe, einem Liebesroman des spätantiken Rhetors Longos, verliebt Daphnis sich in Chloe, die wie er ein von Hirten aufgezogenes Findelkind ist.